# Richard Norman
Richard Oswald Chandler Norman (Norbury, Croydon, 27 de abril de 1932 – Oxford, 6 de junho de 1993) foi um químico britânico.

## Biografia
Filho de Oswald Norman, gerente de um banco. Norman obteve educação primária na St Paul's School (Londres). Em 1951 matriculou-se em química no Balliol College (Oxford), obtendo um Ph.D no Merton College (Oxford). Investigou em sua tese o uso de fluxo contínuo combinando técnicas para estudar reações rápidas de radicais livres. Passou a ser membro da faculdade do Merton College em 1958, onde criou um grupo de pesquisas.
Em 1965 foi para a Universidade de Iorque, onde fundou um novo departamento de química, obtendo reputação pelo estudo de reações orgânicas. Em 1987 retornou a Oxford, como reitor do Exeter College, onde permaneceu até sua morte.
Casou com Jennifer Margaret Tope in 1982, permanecendo o casal sem filhos. Morreu em Oxford em 1993; seu corpo foi cremado em Oxford.

## Publicações
- Electrophilic Substitution in Benzenoid Compounds (with Roger Taylor) (published 1964)
- Principles of Organic Synthesis (published 1968)
- Modern Organic Chemistry (with David J. Waddington) (published 1972)

## Reconhecimentos, honrarias e premiaçõess
- Presidente do Royal Institute of Chemistry (1978-1980)
- Presidente da Royal Society of Chemistry (1984-1986)
- Eleito Membro da Royal Society em 1977
- Knight Commander of the Most Excellent Order of the British Empire) (KBE) em 1987
- Nomeado Chief Scientific Adviser to the Ministry of Defence (1983-1988)
- Medalha e Prêmio Meldola da Royal Society of Chemistry em 1961
- Medalha Corday–Morgan da Royal Society of Chemistry em 1967